# Israëliërs in Nederland

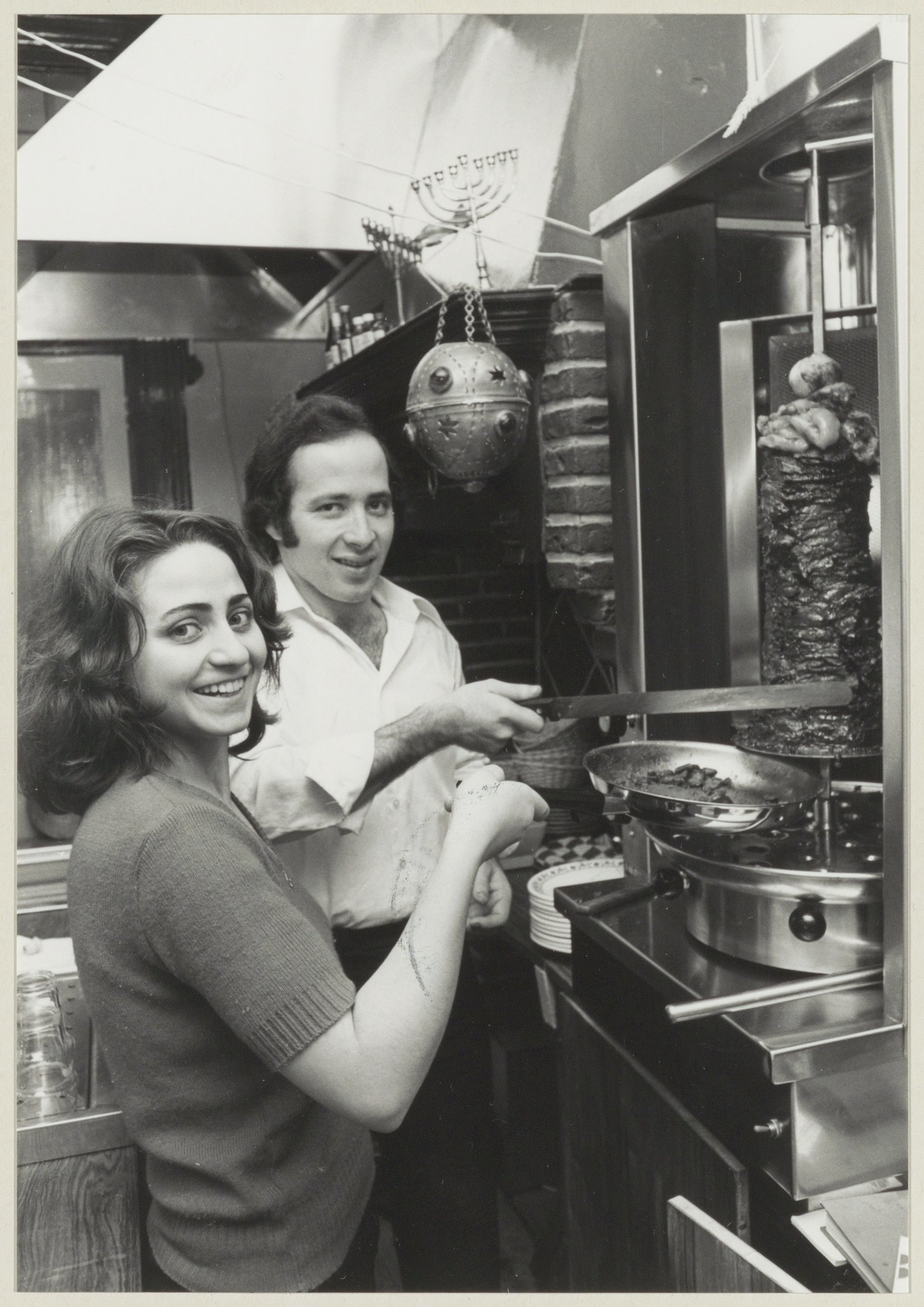
Een keuken waar Israëlisch voedsel wordt bereid

Met Israëliërs in Nederland (Hebreeuws: הולנדים ישראלים) worden in Nederland wonende Israëliërs, of Nederlanders van Israëlische afkomst aangeduid. Volgens het Centraal Bureau voor de Statistiek (CBS) woonden er per 1 januari 2021 zo’n 10.471 Nederlanders met een Israëlische  migratieachtergrond in Nederland.
| Eerste generatie  | 3.448 | 3.803 | 4.933 | 4.855 | 4.960 | 6.029  |
| Tweede generatie  | 1.926 | 2.263 | 2.842 | 3.437 | 3.914 | 4.342  |
| Aantal Israëliërs | 5.374 | 6.066 | 7.775 | 8.292 | 8.874 | 10.371 |

## Bekende personen van Israëlische komaf
- Keren Ann, zangeres en songwriter
- Bart Berman, pianist
- Linda Bolder, judoka
- Danniel Danniel, filmregisseur en scenarioschrijver
- Dotan, singer-songwriter
- Gidi Markuszower, politicus
- Smadar Monsinos, actrice, zangeres, musicalactrice en tv-presentator
- Rina Ben-Menahem, schrijfster
- Daniël de Ridder, voetballer
- Jehoshua Rozenman, kunstenaar
- Samuel Scheimann, voetballer
- Avital Selinger, volleybalspeler- en trainer
- Eran Zahavi, voetballer
- Dov Elkabas, muziekproducent- en disckjockey